# Scott Hamilton
Scott Hamilton, född 28 augusti 1958 i Toledo, är en amerikansk före detta konståkare.
Hamilton blev olympisk mästare i konståkning vid vinterspelen 1984 i Sarajevo.